# Yelena Kruglova
Yelena Kruglova (Unión Soviética, 22 de marzo de 1962) es una nadadora soviética retirada especializada en pruebas de estilo mariposa, donde consiguió ser medallista de bronce olímpica en 1980 en los 4 x 100 metros estilos.

## Carrera deportiva
En los Juegos Olímpicos de Moscú 1980, ganó la medalla de bronce en los relevos de 4 x 100 metros estilos (nadando el largo de mariposa), con un tiempo de 4:13.61 segundos, tras la República Democrática Alemana (oro) y Reino Unido (plata), siendo sus compañeras de equipo las nadadoras: Elvira Vasilkova, Alla Grishchenkova, Natalya Strunnikova, Irina Aksyonova y Olga Klevakina.